# Bezirksgemeinde Ventspils
Die Bezirksgemeinde Ventspils (Ventspils novads) ist eine 2009 entstandene Großgemeinde in der Region Kurland im Westen Lettlands. Das Verwaltungsgebäude befindet sich in Ventspils, das als sogenannte Republik-Stadt selbst nicht zum Großgemeinde gehört.

## Gemeindeteile
Im Zuge einer Verwaltungsreform wurde 2009 der Landkreis Ventspils aufgelöst. Die zwölf Landgemeinden Ance, Jūrkalne, Piltene, Pope, Puze, Tārgale, Ugāle, Usma, Užava, Varve, Ziras und Zlēkas sowie die Stadt Piltene schlossen sich zu einer Verwaltungsgemeinschaft zusammen. 2020 waren 10.824 Einwohner gemeldet.

## Natur

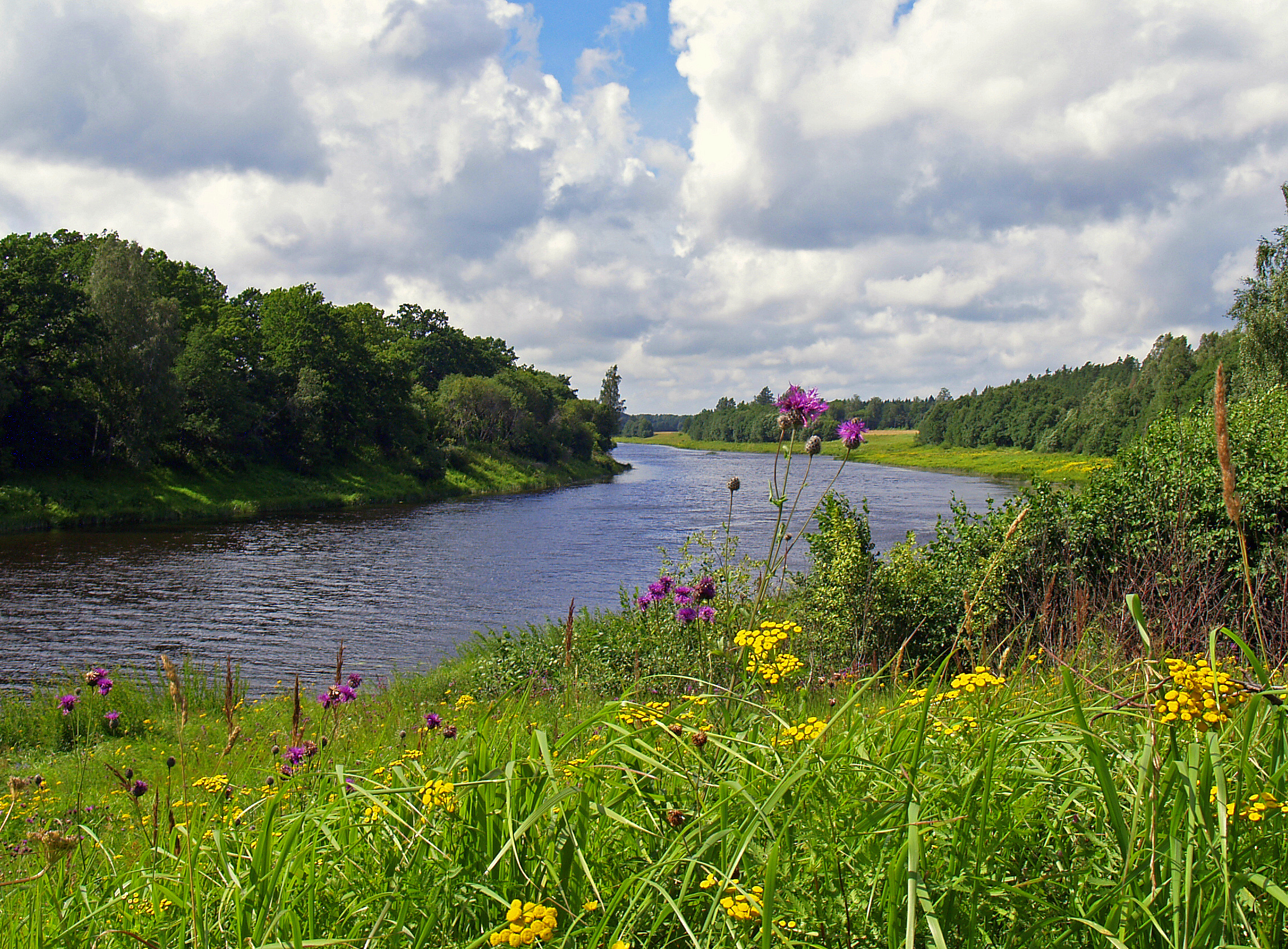
Venta bei Piltene

Durch das Gebiet fließen die Flüsse Venta, Abava, Užava, Irbe und Lūžupe. Die beiden größten Seen sind der Usma-See und der Puze-See. Im Westen grenzt die Bezirksgemeinde an die Ostsee. Das älteste Naturschutzgebiet Lettlands, nämlich das nach der Moritzinsel (lettisch: Moricsala) benannte, bereits 1912 eingerichtete Naturschutzgebiet Moricsala, liegt in der Bezirksgemeinde Ventspils.

## Historische Kirchen

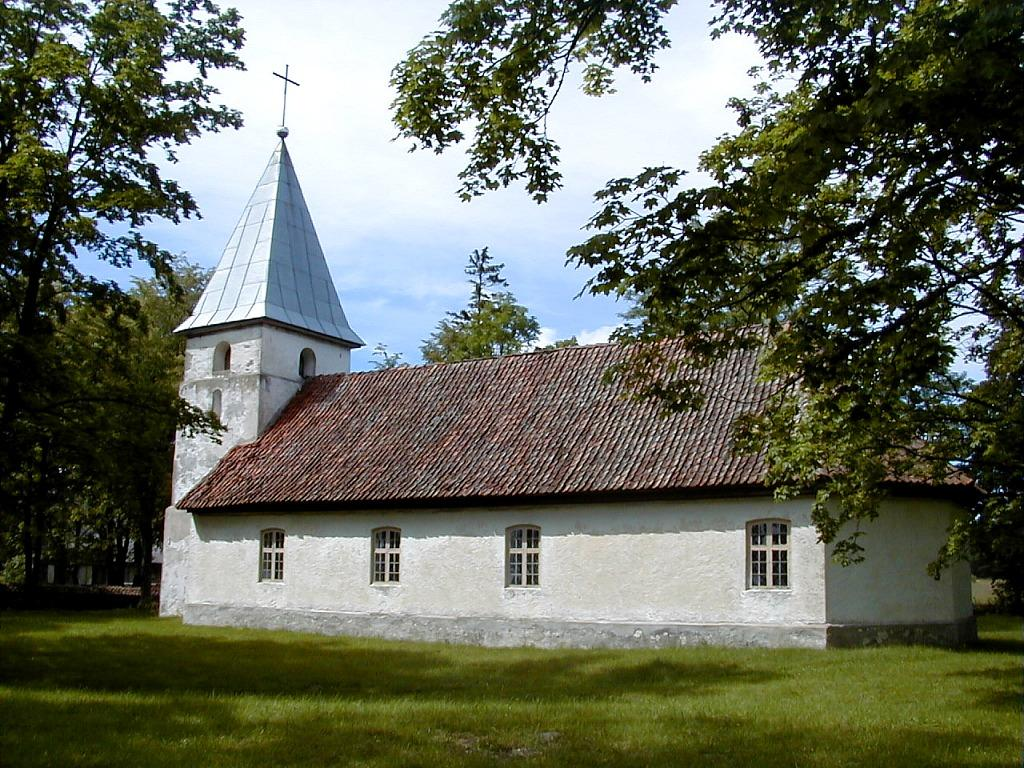
Katholische St.-Joseph-Kirche in Jūrkalne (Felixberg), erbaut 1862
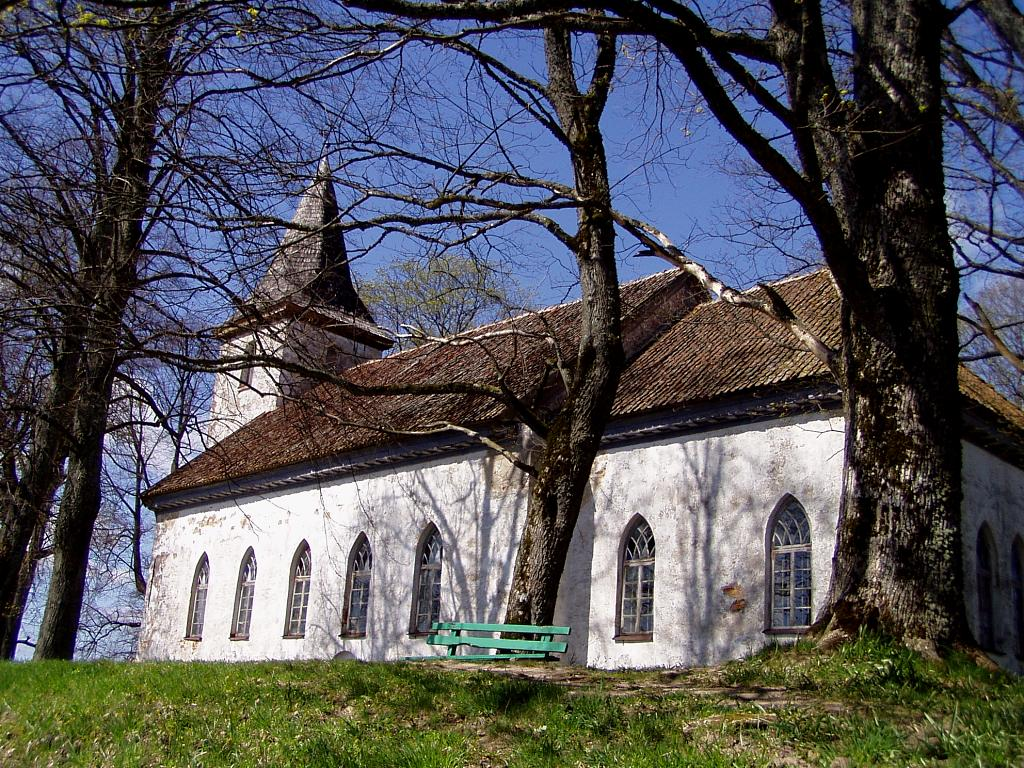
Lutherische Kirche in Landze (Landsen)/Gemeinde Piltene
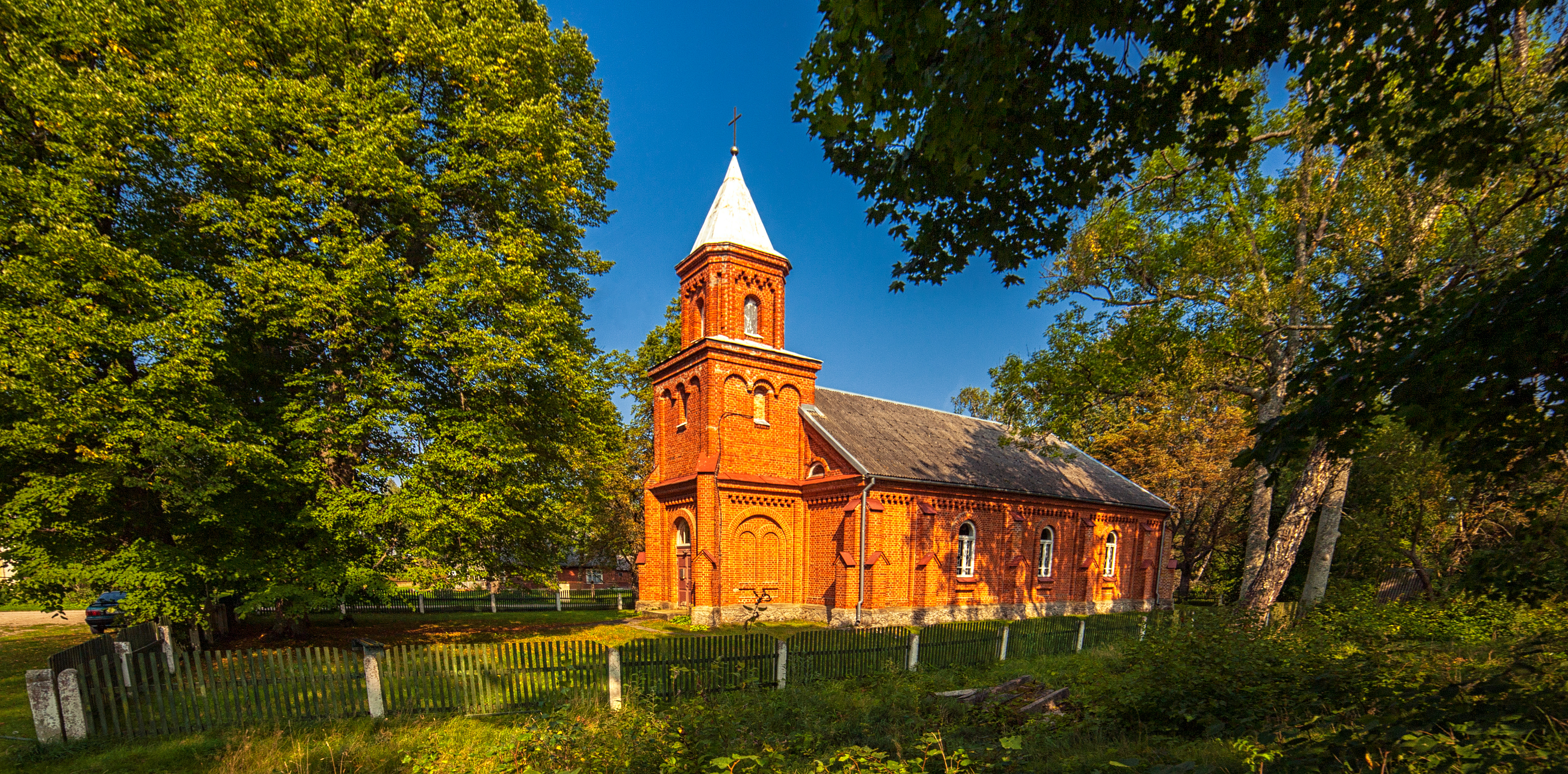
Lutherische Kirche in Miķeļtornis (Gemeinde Tārgale)
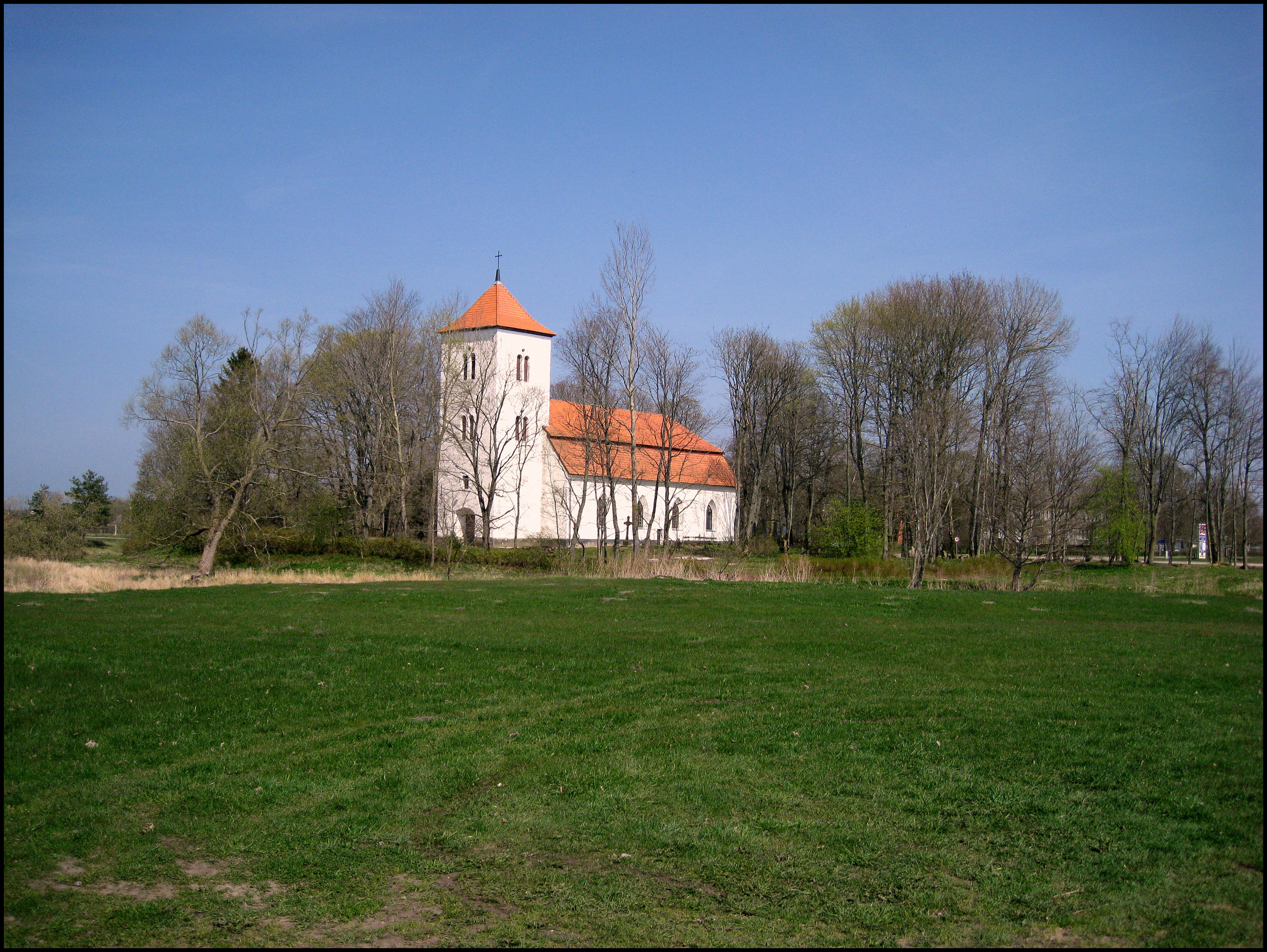
Lutherische Kirche in Piltene
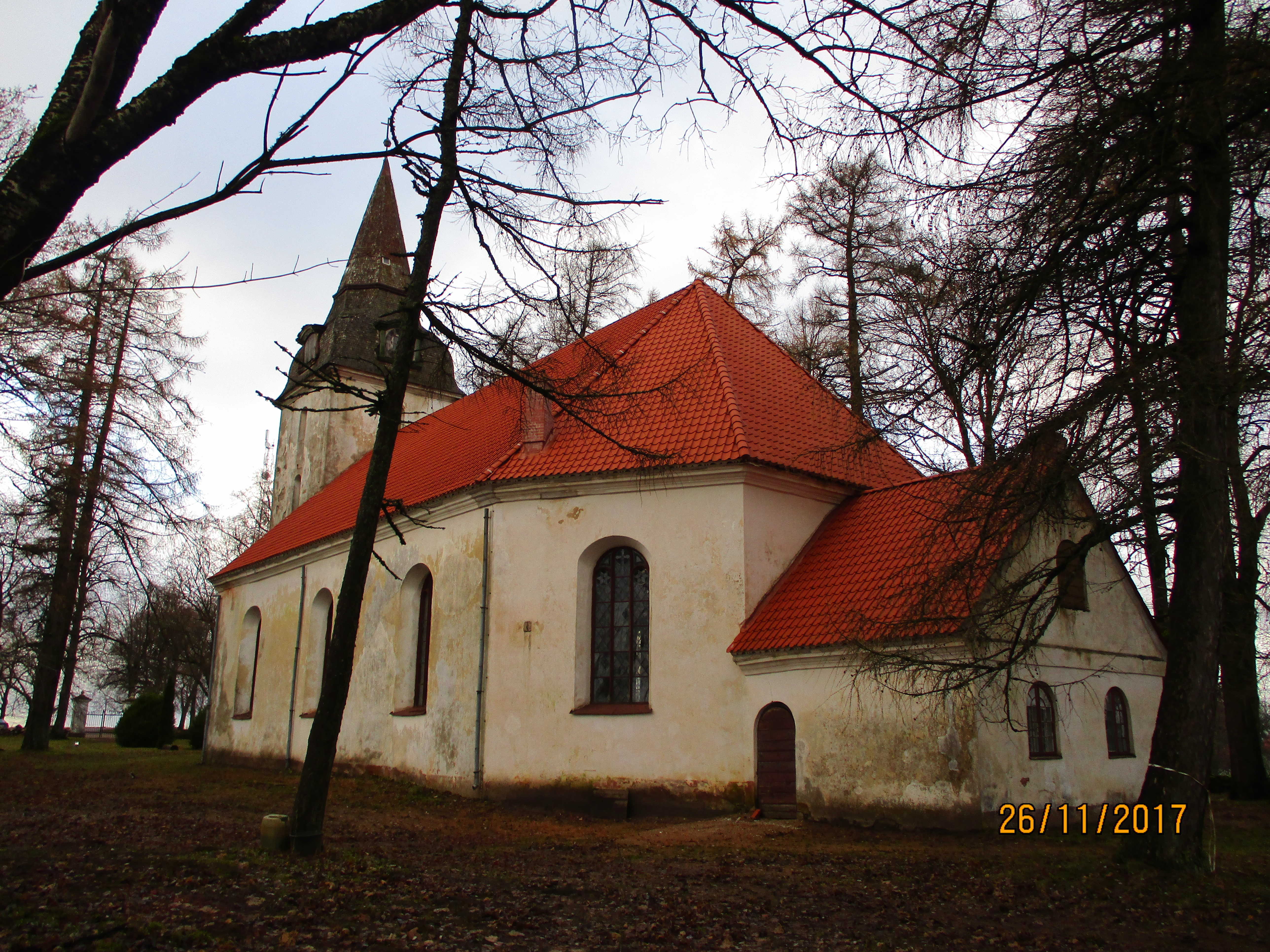
Lutherische Kirche in Pope
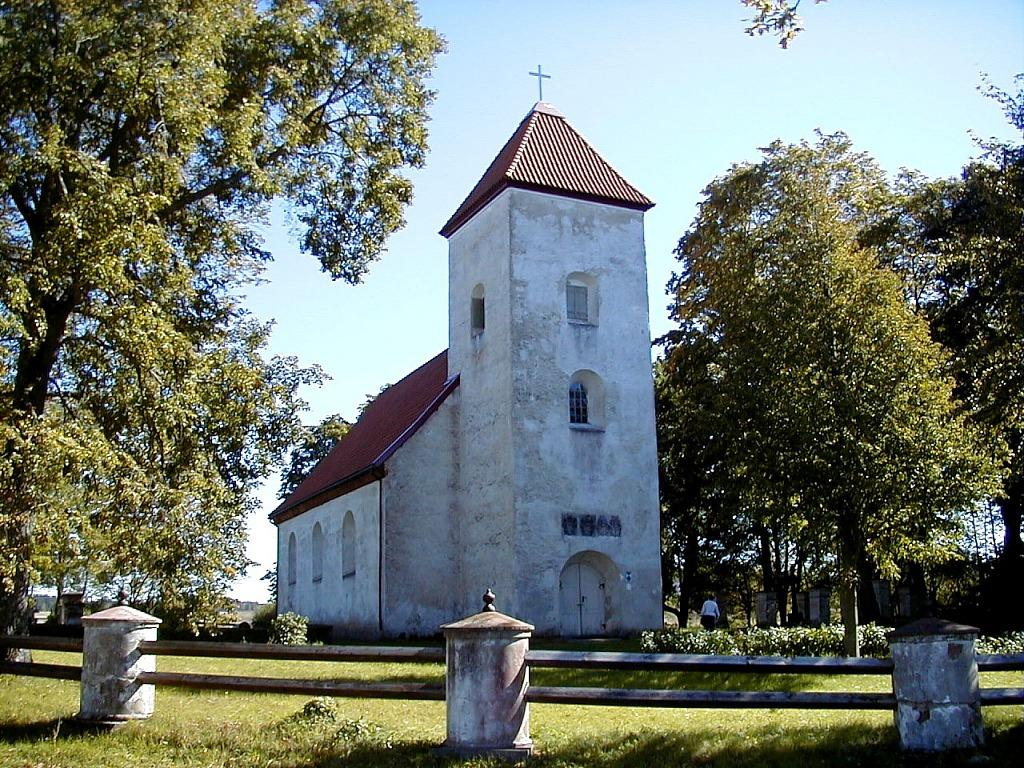
Lutherische Kirche in Puze (Pussen)
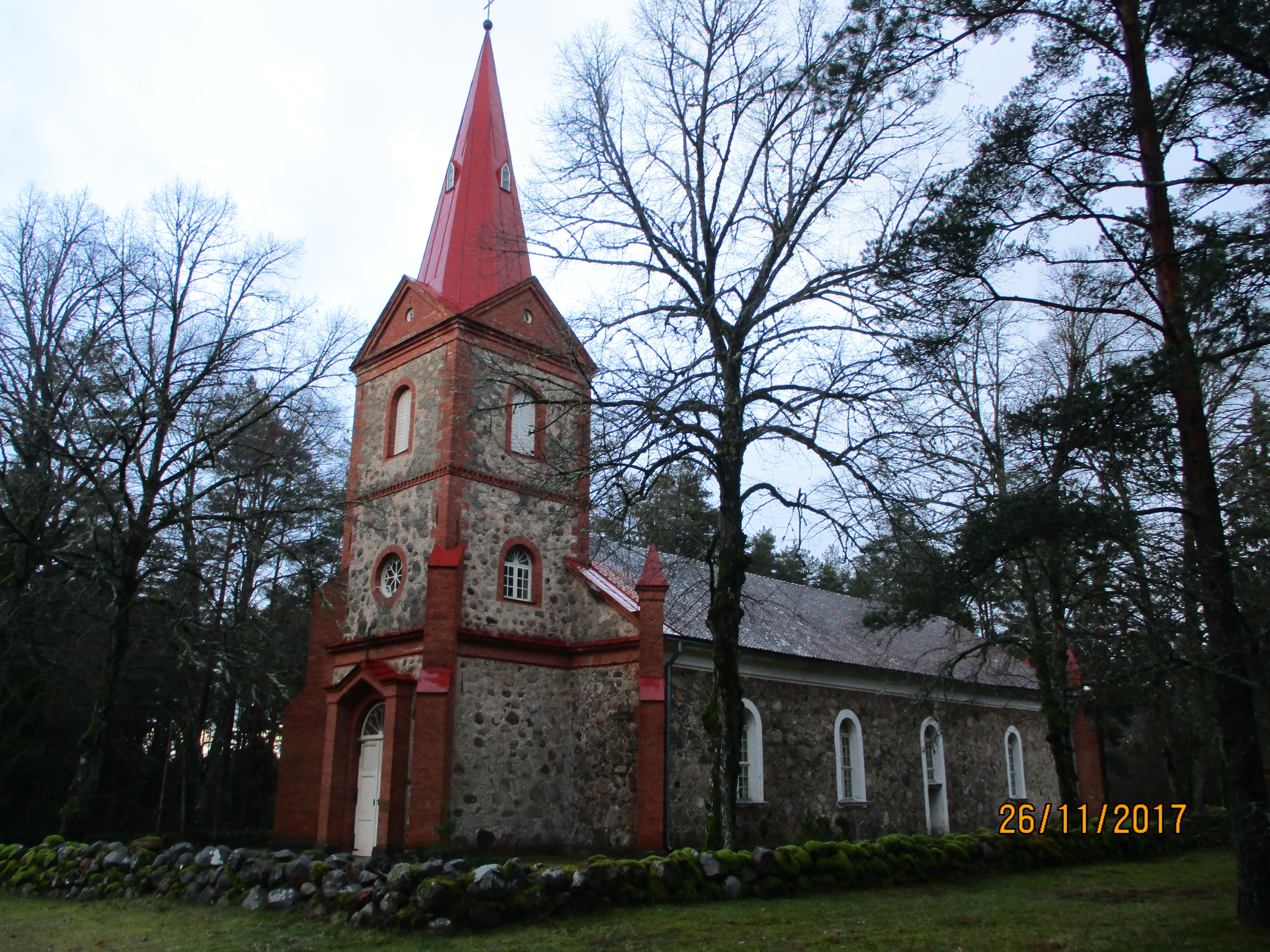
Lutherische Kirche in Rinda (Gemeinde Ance)
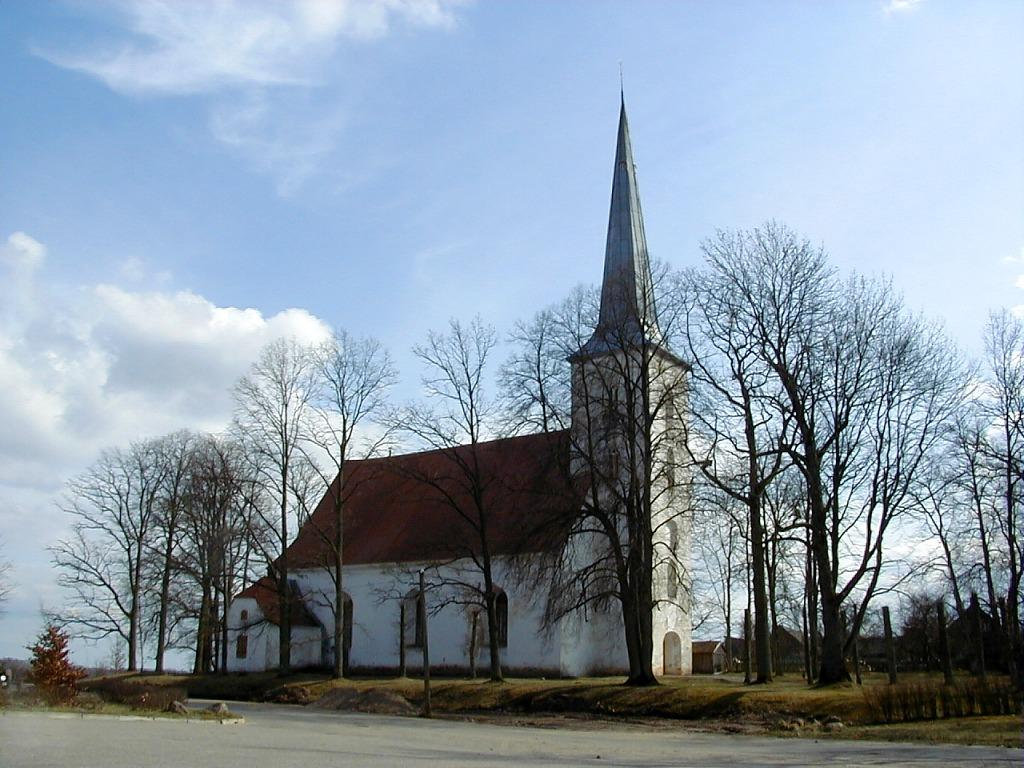
Lutherische Kirche in Ugāle
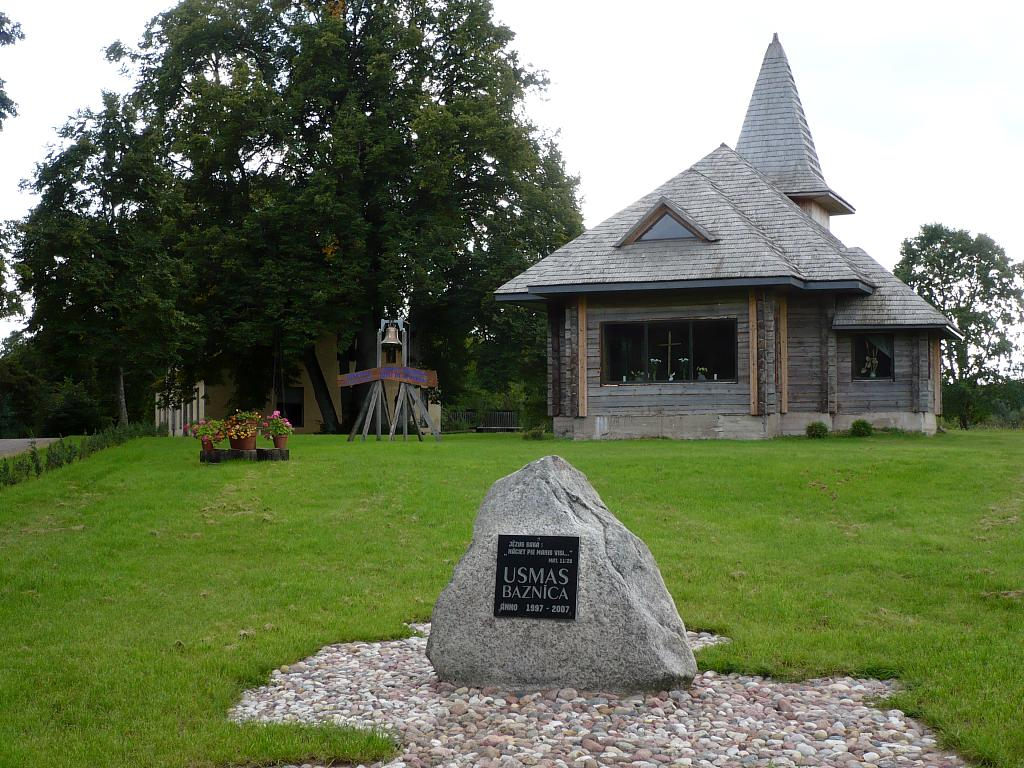
Lutherische Kirche in Usma, von 1997 bis 2007 errichteter Holzbau
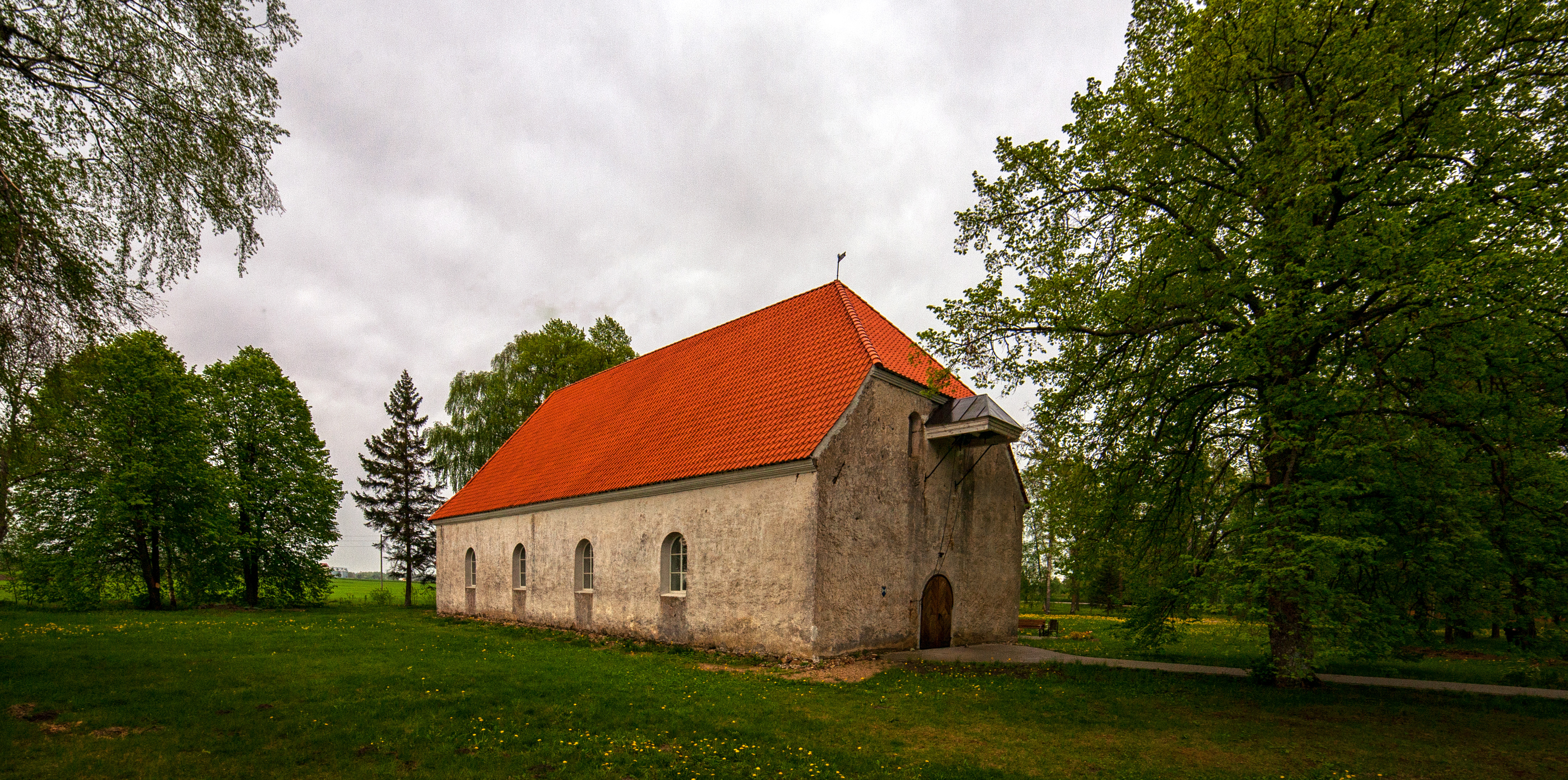
Lutherische Kirche in Užava
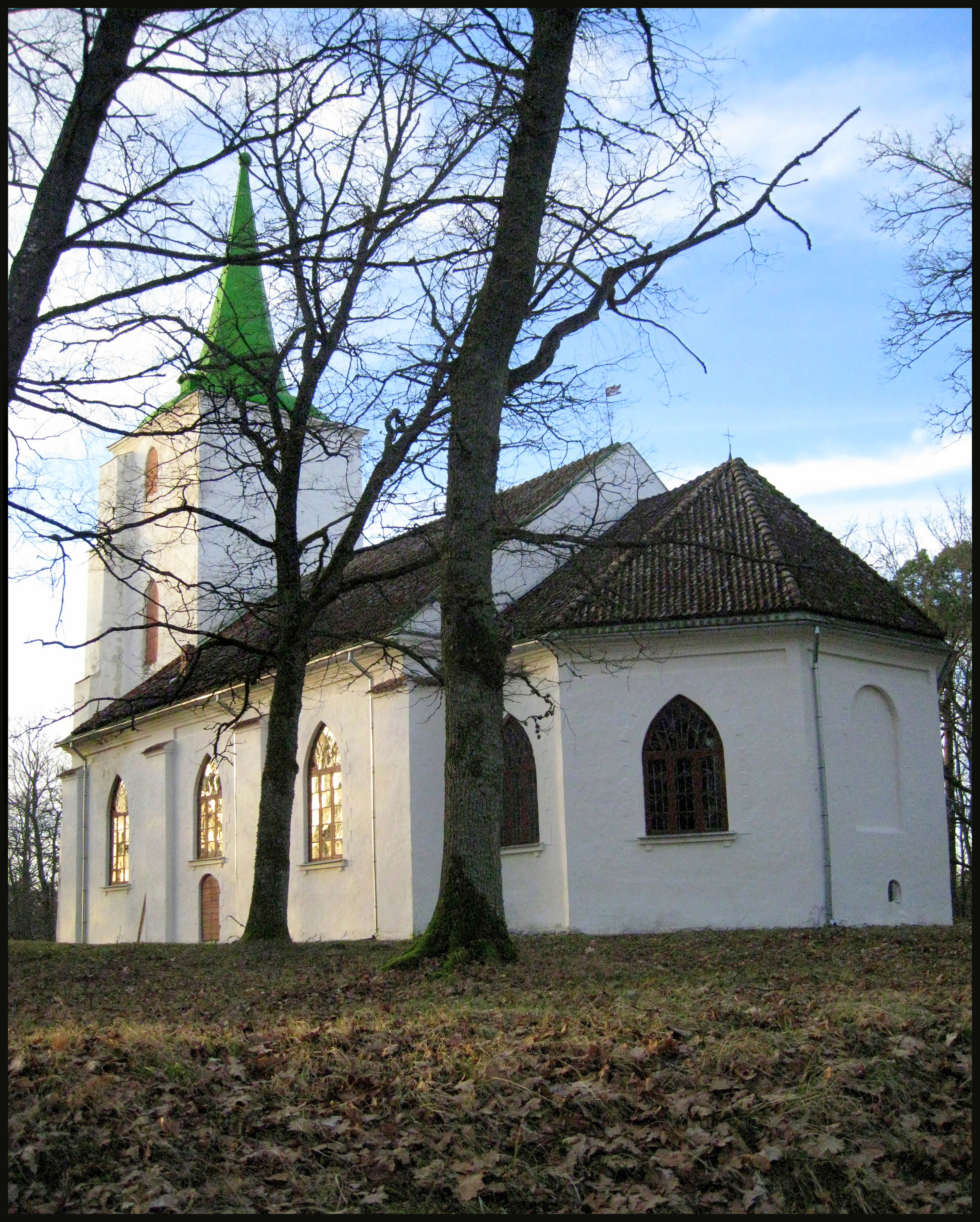
Lutherische Kirche in Zlēkas (Schleck)

## Historische Herrenhäuser

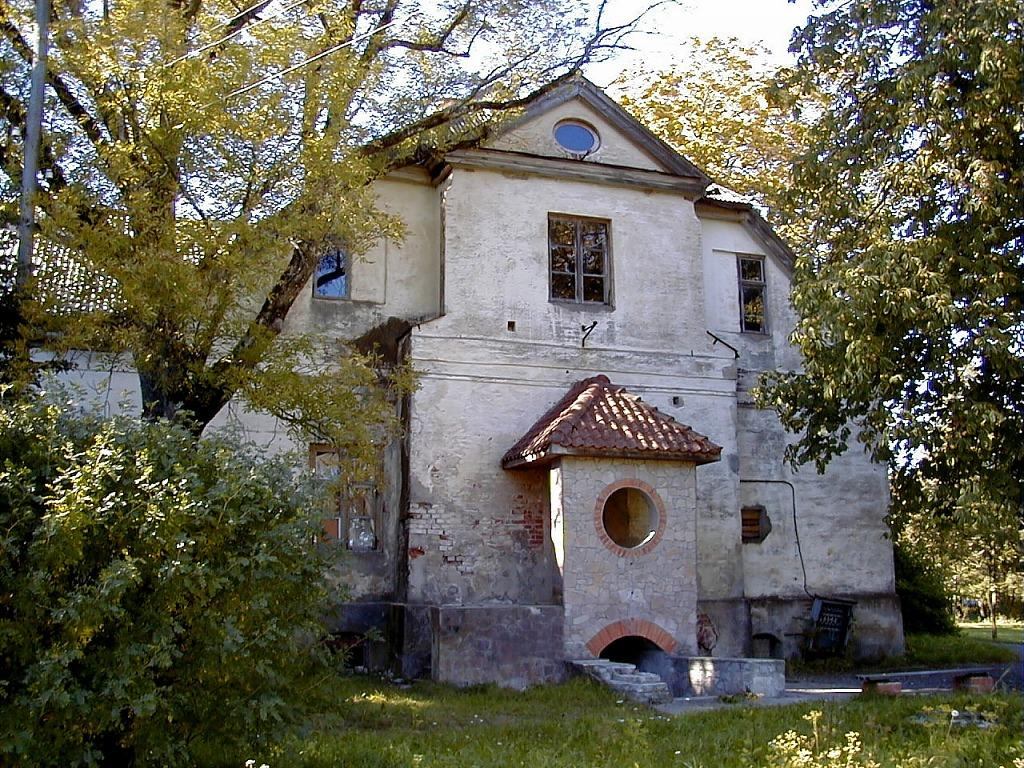
Herrenhaus in Ance
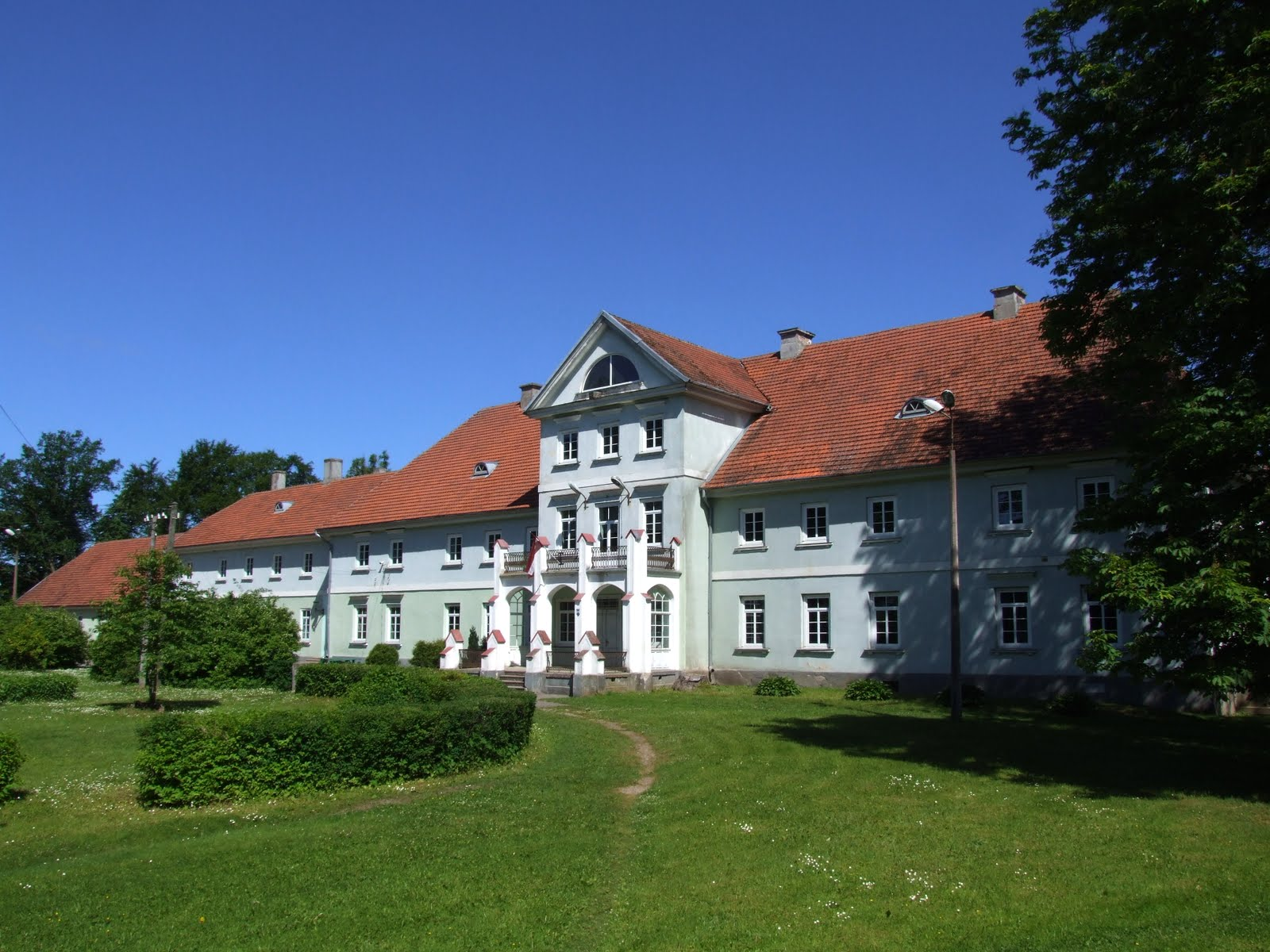
Schloss Popen in Pope
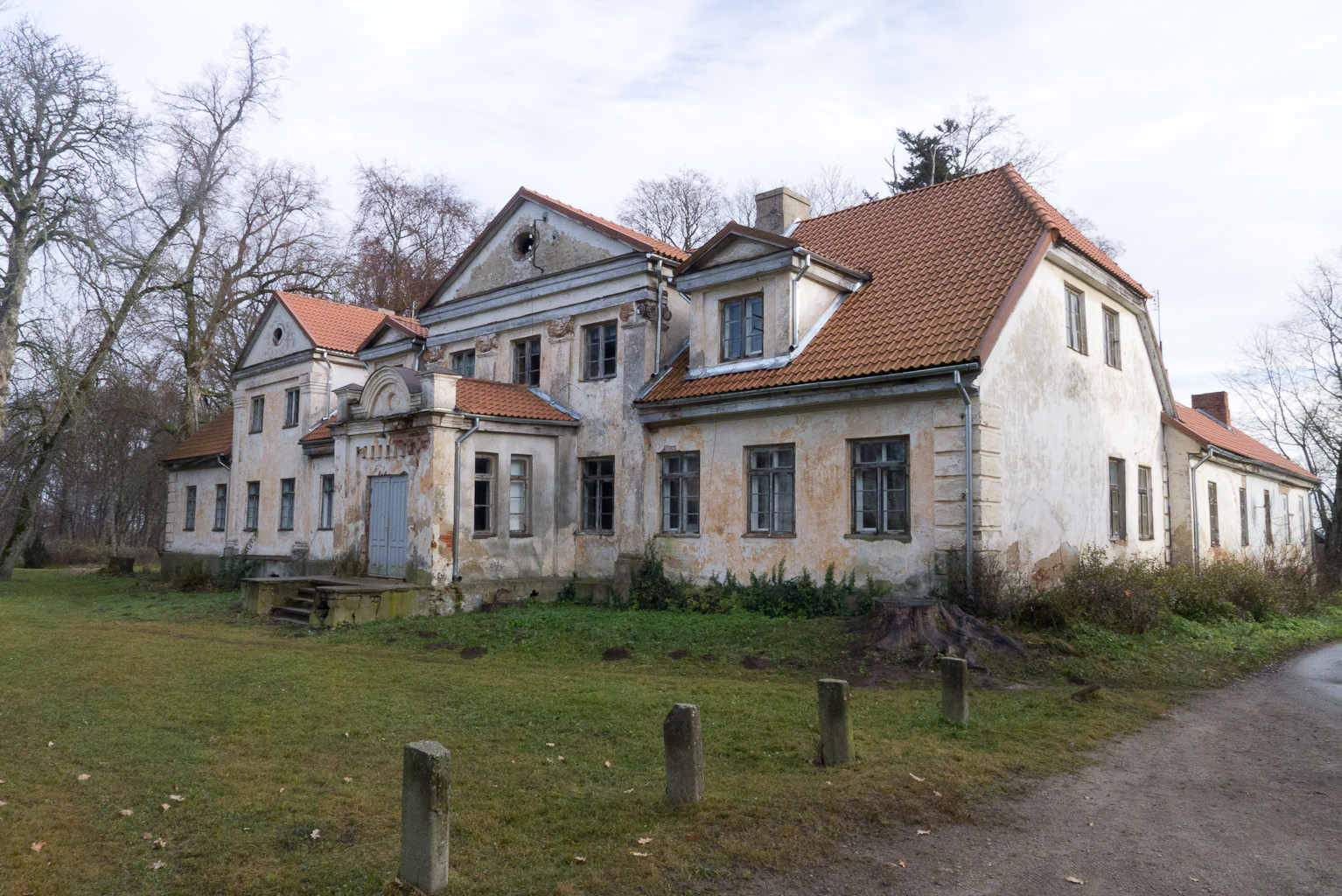
Herrenhaus des Schlosses Popen in Pope
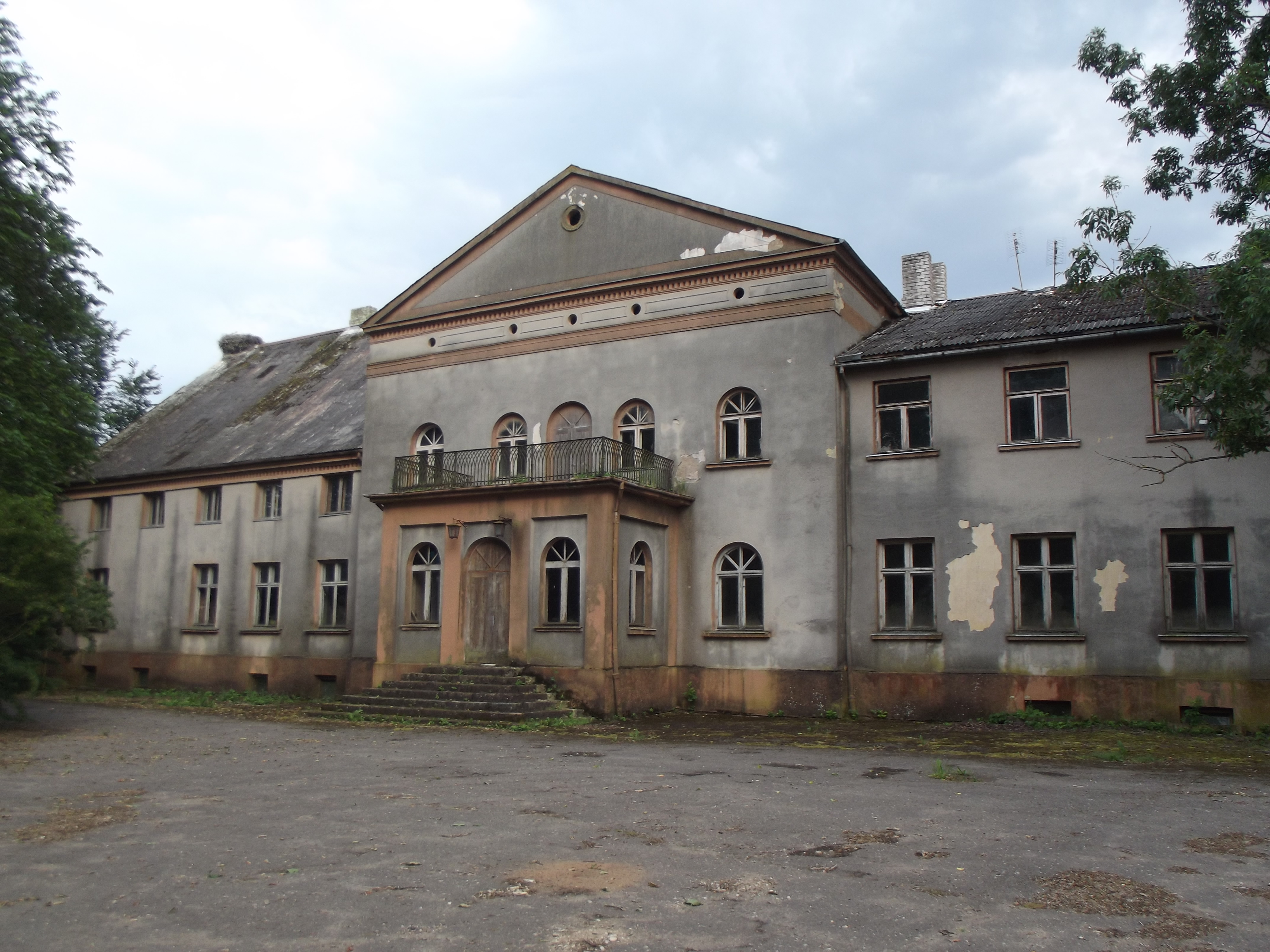
Herrenhaus Pussenecken in Puzenieki (Gemeinde Puze)
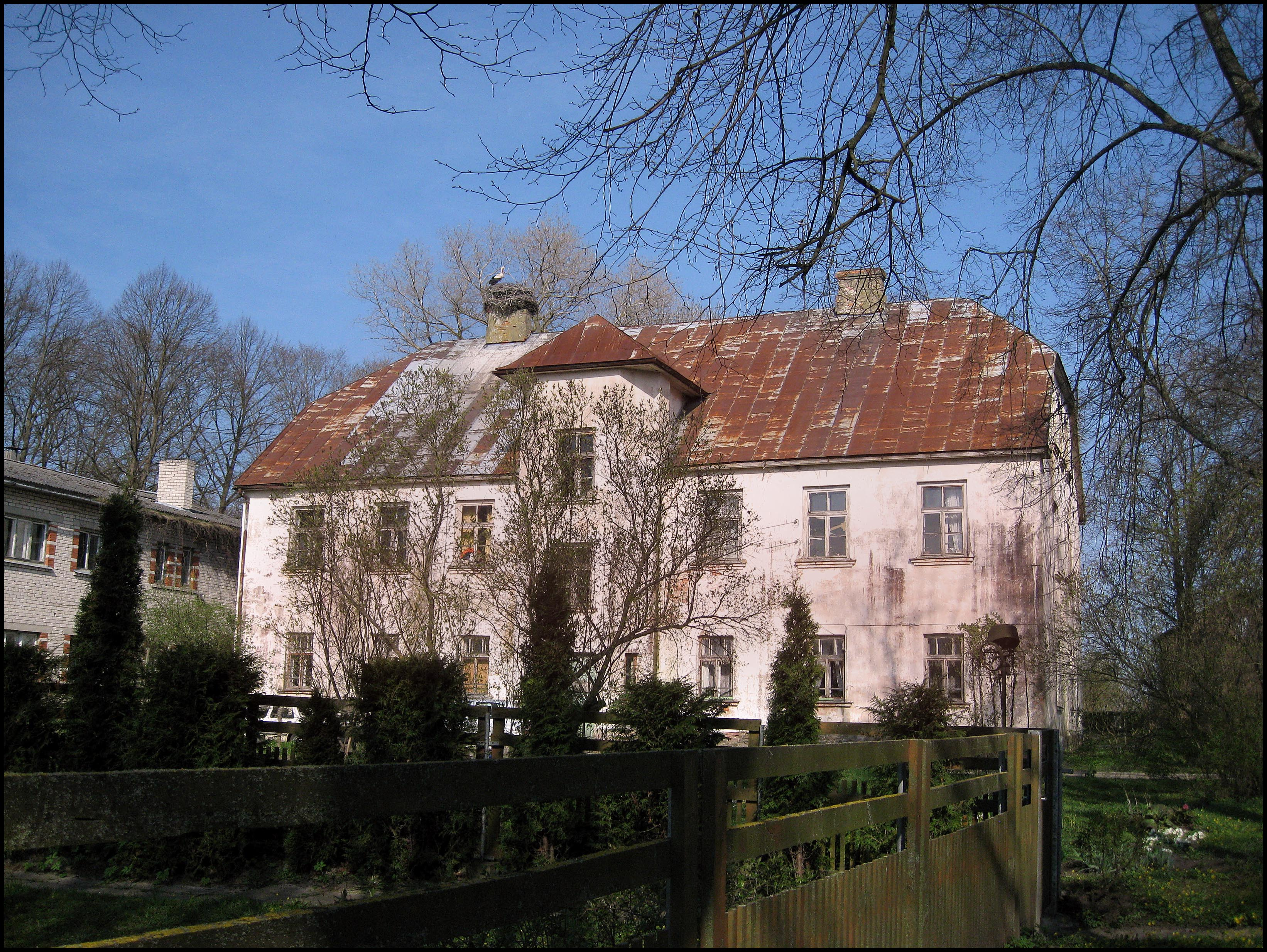
Herrenhaus Warwen in Vārve
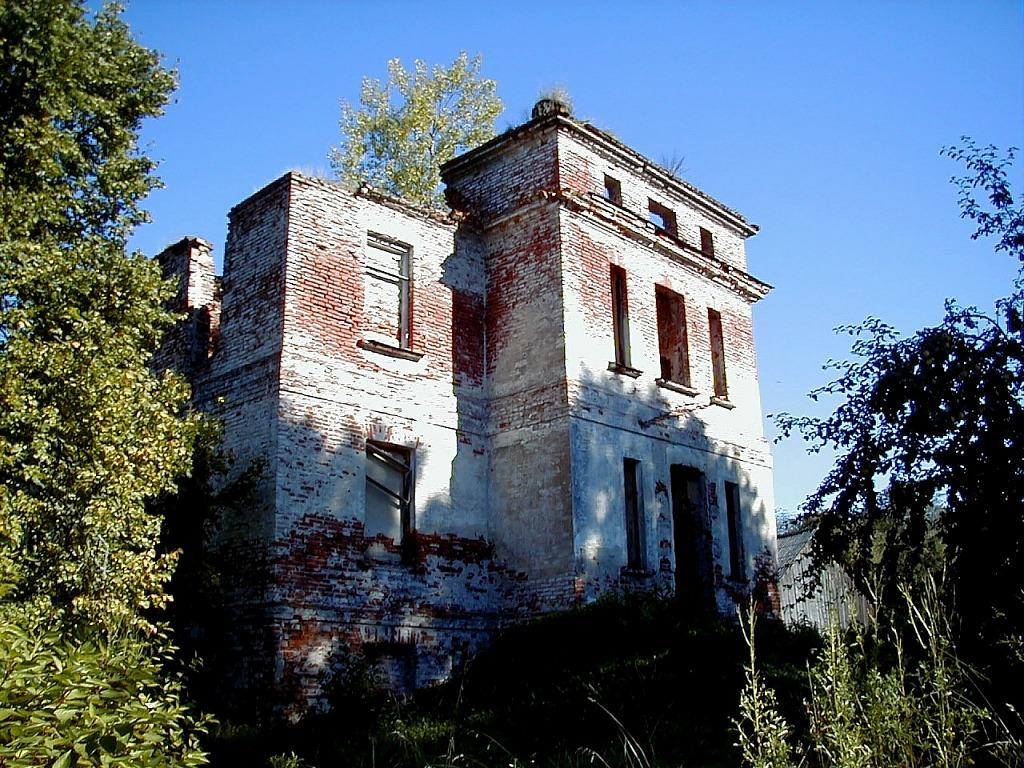
Ruine des Herrenhauses Schleck in Zlēkas
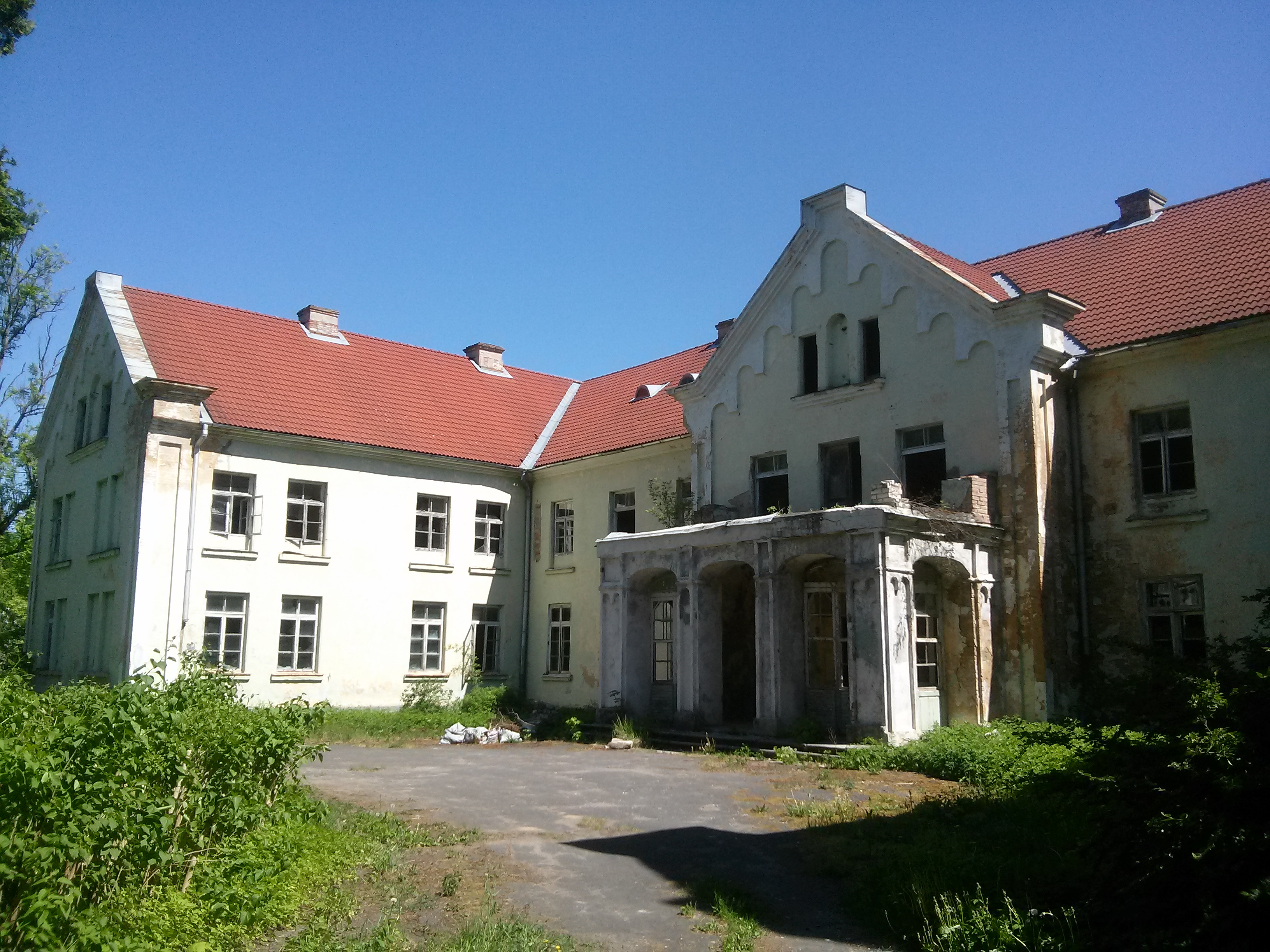
Herrenhaus Suhrs in Zūras (Gemeinde Vārve)